# Археозоологија
Археозоологија је наука која се бави проучавањем остатака животиња са археолошких локалитета ради упознавања економије људских заједница и међусобних односа човека и животиња. Утврђује састав фауне и заступљеност различитих врста ловљених или припитомљених животиња, почетке и развој доместификације, начине експлоатисања животиња на основу заступљености различитих делова скелета, њихове индивидуалне старости и трагова касапљења на костима, као и сезоналност насељавања и карактер станишта или делова станишта.